# Одного разу під Полтавою
«Одного разу під Полтавою» — ситком «студії «Квартал 95». Прем'єра серіалу відбулася на телеканалі «ТЕТ» 28 жовтня 2014 року. Ситком є спінофом скетчкому «Країна У».
Зйомки серіалу відбувалися в Пирогові.

## Сюжет
Таких бурхливих подій село не бачило з часів Полтавської битви. Навала байкерів, галасливі вечірки в американському стилі, магічні ритуали і, як завжди, море авантюр.
У проєкті з'явилися герої скетчкому «Країни У» Яринка, Юрчик, Кум Вітя та Дільничний Сашко з мальовничого села на Полтавщині, до яких приєдналися нові персонажі — дід Петро та продавчиня магазину Віра. До першого всі герої бігатимуть за порадами, друга ж стане предметом пристрасті та об'єктом залицянь Дільничного.
В восьмому сезоні у Юрчика та Яринки з'являється дитина — Ярчик, також вони стали працювати на ринку.
В десятому сезоні з'являється свекруха (мама Юрчика).
В дванадцятому вони продають свій ринок та створюють кафе, яке в останній серії було перетворене в ресторан.

## Огляд сезонів
| Сезон | Сезон | Епізоди | Оригінальна дата показу | Оригінальна дата показу |
| Сезон | Сезон | Епізоди | Прем'єра сезону         | Фінал сезону            |
| ----- | ----- | ------- | ----------------------- | ----------------------- |
|       | 1     | 8       | 28 жовтня 2014          | 5 листопада 2014        |
|       | 2     | 20      | 4 вересня 2015          | 28 вересня 2015         |
|       | 3     | 20      | 18 серпня 2016          | 16 вересня 2016         |
|       | 4     | 20      | 9 жовтня 2017           | 2 листопада 2017        |
|       | 5     | 20      | 21 лютого 2018          | 20 березня 2018         |
|       | 6     | 20      | 17 вересня 2018         | 10 жовтня 2018          |
|       | 7     | 20      | 11 березня 2019         | 4 квітня 2019           |
|       | 8     | 20      | 2 жовтня 2019           | 24 жовтня 2019          |
|       | 9     | 20      | 24 лютого 2020          | 19 березня 2020         |
|       | 10    | 20      | 14 вересня 2020         | 2 жовтня 2020           |
|       | 11    | 20      | 26 жовтня 2020          | 13 листопада 2020       |
|       | 12    | 20      | 15 лютого 2021          | 5 березня 2021          |
|       | 13    | 20      | 16 серпня 2021          | 3 вересня 2021          |
|       | 14    | 20      | 30 листопада 2021       | 10 грудня 2021          |
|       | 15    | 20      | 13 лютого 2023          | 2 березня 2023          |

## Перший сезон (2014)
| Номер взагалі | Номер в сезоні | Назва                  | Режисер        | Сценарист(и)      | Дата показу      |
| ------------- | -------------- | ---------------------- | -------------- | ----------------- | ---------------- |
| 1             | 1              | «Зошит»                | Андрій Бурлака | Чингіс Мазінов    | 28 жовтня 2014   |
| 2             | 2              | «Дільничний Юрчик»     | Андрій Бурлака | Ілля Дерменжі     | 28 жовтня 2014   |
| 3             | 3              | «Американська вечірка» | Андрій Бурлака | Сергій Бібілов    | 29 жовтня 2014   |
| 4             | 4              | «Клеопатра»            | Андрій Бурлака | Рустем Емірсалієв | 30 жовтня 2014   |
| 5             | 5              | «Байкери»              | Андрій Бурлака | Тарас Стадницький | 2 листопада 2014 |
| 6             | 6              | «Індиго»               | Андрій Бурлака | Віктор Гевко      | 3 листопада 2014 |
| 7             | 7              | «Антена»               | Андрій Бурлака | Дмитро Голубєв    | 4 листопада 2014 |
| 8             | 8              | «Приворотне зілля»     | Андрій Бурлака | Андрій Чивурін    | 5 листопада 2014 |

## Другий сезон (2015)
| Номер взагалі | Номер в сезоні | Назва                    | Режисер        | Сценарист(и)                                                        | Дата показу     |
| ------------- | -------------- | ------------------------ | -------------- | ------------------------------------------------------------------- | --------------- |
| 9             | 1              | «Удар струмом»           | Андрій Бурлака | Тарас Стадницький                                                   | 4 вересня 2015  |
| 10            | 2              | «Вагітність»             | Андрій Бурлака | Віктор Гевко                                                        | 4 вересня 2015  |
| 11            | 3              | «Люстрація»              | Андрій Бурлака | Максим Неліпа                                                       | 5 вересня 2015  |
| 12            | 4              | «Щука»                   | Андрій Бурлака | Олександр Кушнаренко та Валентин Іванов                             | 5 вересня 2015  |
| 13            | 5              | «Рольові ігри»           | Андрій Бурлака | Віктор Гевко                                                        | 6 вересня 2015  |
| 14            | 6              | «Донори»                 | Андрій Бурлака | Чингіс Мазінов та Ілля Дерменжі Сергій Бібілов та Рустем Емірсалієв | 6 вересня 2015  |
| 15            | 7              | «Будинок-музей»          | Андрій Бурлака | Чингіс Мазінов та Ілля Дерменжі Сергій Бібілов та Рустем Емірсалієв | 7 вересня 2015  |
| 16            | 8              | «Отвєтка»                | Андрій Бурлака | Євген Пилипенко                                                     | 7 вересня 2015  |
| 17            | 9              | «Участок»                | Андрій Бурлака | Віктор Гевко                                                        | 11 вересня 2015 |
| 18            | 10             | «Ревнощі»                | Андрій Бурлака | Чингіс Мазінов та Ілля Дерменжі Сергій Бібілов та Рустем Емірсалієв | 12 вересня 2015 |
| 19            | 11             | «Аферист»                | Андрій Бурлака | Олег Сьомін та Євген Косниковський                                  | 13 вересня 2015 |
| 20            | 12             | «Лялька»                 | Андрій Бурлака | Дмитро Голубєв та Володимир Борисов                                 | 14 вересня 2015 |
| 21            | 13             | «Сусід»                  | Андрій Бурлака | Тарас Стадницький                                                   | 18 вересня 2015 |
| 22            | 14             | «Камера спостереження»   | Андрій Бурлака | Дмитро Голубєв та Володимир Борисов                                 | 19 вересня 2015 |
| 23            | 15             | «Від панянки до селянки» | Андрій Бурлака | Чингіс Мазінов та Ілля Дерменжі Сергій Бібілов та Рустем Емірсалієв | 20 вересня 2015 |
| 24            | 16             | «Ревізія»                | Андрій Бурлака | Дмитро Голубєв та Володимир Борисов                                 | 21 вересня 2015 |
| 25            | 17             | «Стрєлка»                | Андрій Бурлака | Тарас Стадницький                                                   | 27 вересня 2015 |
| 26            | 18             | «Ультиматум»             | Андрій Бурлака | Віктор Гевко                                                        | 27 вересня 2015 |
| 27            | 19             | «Переїзд»                | Андрій Бурлака | Максим Неліпа                                                       | 28 вересня 2015 |
| 28            | 20             | «Кіно»                   | Андрій Бурлака | Олег Сьомін та Євген Косниковський                                  | 28 вересня 2015 |

## Третій сезон (2016)
| Номер взагалі | Номер в сезоні | Назва                  | Режисер        | Сценарист(и)                                                                         | Дата показу     |
| ------------- | -------------- | ---------------------- | -------------- | ------------------------------------------------------------------------------------ | --------------- |
| 29            | 1              | «Колишній»             | Андрій Бурлака | Дмитро Голубєв, Чингіс Мазінов та Анатолій Чулков                                    | 18 серпня 2016  |
| 30            | 2              | «Декомунізація»        | Андрій Бурлака | Юрій Карагодін, Чингіс Мазінов та Анатолій Чулков                                    | 18 серпня 2016  |
| 31            | 3              | «Продаж хати»          | Андрій Бурлака | Чингіс Мазінов та Анатолій Чулков Ілля Дерменжі, Сергій Бібілов та Рустем Емірсалієв | 20 серпня 2016  |
| 32            | 4              | «Прибульці»            | Андрій Бурлака | Чингіс Мазінов та Анатолій Чулков Олександр Кушнаренко та Валентин Іванов            | 20 серпня 2016  |
| 33            | 5              | «Боржник»              | Андрій Бурлака | Віктор Гевко, Чингіс Мазінов та Анатолій Чулков                                      | 20 серпня 2016  |
| 34            | 6              | «Форма»                | Андрій Бурлака | Чингіс Мазінов та Анатолій Чулков Олександр Кушнаренко та Валентин Іванов            | 20 серпня 2016  |
| 35            | 7              | «Оренда»               | Андрій Бурлака | Чингіс Мазінов та Анатолій Чулков Олександр Кушнаренко та Валентин Іванов            | 21 серпня 2016  |
| 36            | 8              | «Казка»                | Андрій Бурлака | Чингіс Мазінов та Анатолій Чулков Ілля Дерменжі, Сергій Бібілов та Рустем Емірсалієв | 21 серпня 2016  |
| 37            | 9              | «Колодязь»             | Андрій Бурлака | Чингіс Мазінов та Анатолій Чулков Ілля Дерменжі, Сергій Бібілов та Рустем Емірсалієв | 25 серпня 2016  |
| 38            | 10             | «Яйце»                 | Андрій Бурлака | Чингіс Мазінов та Анатолій Чулков Олександр Кушнаренко та Валентин Іванов            | 26 серпня 2016  |
| 39            | 11             | «Теща»                 | Андрій Бурлака | Чингіс Мазінов та Анатолій Чулков Ілля Дерменжі, Сергій Бібілов та Рустем Емірсалієв | 27 серпня 2016  |
| 40            | 12             | «Сліпота»              | Андрій Бурлака | Віктор Гевко, Чингіс Мазінов та Анатолій Чулков                                      | 2 вересня 2016  |
| 41            | 13             | «Гість із майбутнього» | Андрій Бурлака | Чингіс Мазінов та Анатолій Чулков Олександр Кушнаренко та Валентин Іванов            | 3 вересня 2016  |
| 42            | 14             | «Спадок»               | Андрій Бурлака | Максим Неліпа, Чингіс Мазінов та Анатолій Чулков                                     | 4 вересня 2016  |
| 43            | 15             | «Кролики»              | Андрій Бурлака | Віктор Гевко, Чингіс Мазінов та Анатолій Чулков                                      | 5 вересня 2016  |
| 44            | 16             | «Німці»                | Андрій Бурлака | Максим Неліпа, Чингіс Мазінов та Анатолій Чулков                                     | 9 вересня 2016  |
| 45            | 17             | «СМТ»                  | Андрій Бурлака | Дмитро Голубєв, Чингіс Мазінов та Анатолій Чулков                                    | 10 вересня 2016 |
| 46            | 18             | «Кодування»            | Андрій Бурлака | Євген Косниковський, Чингіс Мазінов та Анатолій Чулков                               | 11 вересня 2016 |
| 47            | 19             | «Вибори»               | Андрій Бурлака | Віктор Гевко, Чингіс Мазінов та Анатолій Чулков                                      | 12 вересня 2016 |
| 48            | 20             | «Півнячі бої»          | Андрій Бурлака | Олег Сьомін, Чингіс Мазінов та Анатолій Чулков                                       | 16 вересня 2016 |

## Четвертий сезон (2017)
| Номер взагалі | Номер в сезоні | Назва                   | Режисер        | Сценарист(и)                                                              | Дата показу      |
| ------------- | -------------- | ----------------------- | -------------- | ------------------------------------------------------------------------- | ---------------- |
| 49            | 1              | «Євроінтеграція»        | Андрій Бурлака | Євген Косніковський та Чингіс Мазінов                                     | 9 жовтня 2017    |
| 50            | 2              | «Тест на сумісність»    | Андрій Бурлака | Анастасія Оруджова та Аліна Гордієнко Олександра Машлятіна Чингіс Мазінов | 9 жовтня 2017    |
| 51            | 3              | «Родич з Одеси»         | Андрій Бурлака | Олександр Станкевич, Павло Демченко та Станіслав Царан                    | 10 жовтня 2017   |
| 52            | 4              | «Церква іншого дня»     | Андрій Бурлака | Анастасія Оруджова та Аліна Гордієнко Олександра Машлятіна Чингіс Мазінов | 10 жовтня 2017   |
| 53            | 5              | «Сейф»                  | Андрій Бурлака | Дмитро Чивурін та Петро Чивурін                                           | 11 жовтня 2017   |
| 54            | 6              | «Страховка»             | Андрій Бурлака | Юрій Карагодін                                                            | 11 жовтня 2017   |
| 55            | 7              | «Лісове чудовисько»     | Андрій Бурлака | Олександр Кушнаренко та Валентин Іванов                                   | 12 жовтня 2017   |
| 56            | 8              | «Перукар»               | Андрій Бурлака | Євген Пилипенко                                                           | 12 жовтня 2017   |
| 57            | 9              | «Альтернативна енергія» | Андрій Бурлака | Олександр Кушнаренко та Валентин Іванов                                   | 16 жовтня 2017   |
| 58            | 10             | «Робота»                | Андрій Бурлака | Віктор Гевко                                                              | 17 жовтня 2017   |
| 59            | 11             | «Напарники»             | Андрій Бурлака | Євген Пилипенко                                                           | 18 жовтня 2017   |
| 60            | 12             | «Безсоння»              | Андрій Бурлака | Дмитро Чивурін та Петро Чивурін                                           | 19 жовтня 2017   |
| 61            | 13             | «Серце»                 | Андрій Бурлака | Анастасія Оруджова та Аліна Гордієнко Олександра Машлятіна Чингіс Мазінов | 23 жовтня 2017   |
| 62            | 14             | «Закляті подруги»       | Андрій Бурлака | Ілля Дерменжі, Сергій Бібілов та Рустем Емірсалієв                        | 24 жовтня 2017   |
| 63            | 15             | «Грошове дерево»        | Андрій Бурлака | Дмитро Чивурін та Петро Чивурін                                           | 25 жовтня 2017   |
| 64            | 16             | «Гра»                   | Андрій Бурлака | Дмитро Чивурін та Петро Чивурін                                           | 26 жовтня 2017   |
| 65            | 17             | «Аватар»                | Андрій Бурлака | Олександр Кушнаренко та Валентин Іванов                                   | 30 жовтня 2017   |
| 66            | 18             | «Художник»              | Андрій Бурлака | Ілля Дерменжі, Сергій Бібілов та Рустем Емірсалієв                        | 31 жовтня 2017   |
| 67            | 19             | «Нова сусідка»          | Андрій Бурлака | Анастасія Оруджова та Аліна Гордієнко Олександра Машлятіна Чингіс Мазінов | 1 листопада 2017 |
| 68            | 20             | «Вітрянка»              | Андрій Бурлака | Юрій Карагодін                                                            | 2 листопада 2017 |

## П'ятий сезон (2018)
| Номер взагалі | Номер в сезоні | Назва                   | Режисер        | Сценарист(и)                                                        | Дата показу     |
| ------------- | -------------- | ----------------------- | -------------- | ------------------------------------------------------------------- | --------------- |
| 69            | 1              | «Самотність»            | Андрій Бурлака | Олександр Кушнаренко та Валентин Іванов                             | 21 лютого 2018  |
| 70            | 2              | «Що? Де? Коли?»         | Андрій Бурлака | Євген Косниковський                                                 | 21 лютого 2018  |
| 71            | 3              | «Добрі справи»          | Андрій Бурлака | Олександр Кушнаренко та Валентин Іванов                             | 22 лютого 2018  |
| 72            | 4              | «Метеорит»              | Андрій Бурлака | Євген Пилипенко                                                     | 22 лютого 2018  |
| 73            | 5              | «Криза середнього віку» | Андрій Бурлака | Тарас Стадницький, Сергій Сидорчук, Олесь Семенюк і Віталій Кремінь | 26 лютого 2018  |
| 74            | 6              | «Нобелівська премія»    | Андрій Бурлака | Дар'я Кобякова та Сергій Сіманчук                                   | 26 лютого 2018  |
| 75            | 7              | «Замкнуте коло»         | Андрій Бурлака | Олександр Станкевич, Павло Демченко і Станіслав Царан               | 27 лютого 2018  |
| 76            | 8              | «Облисіння»             | Андрій Бурлака | Тарас Стадницький, Сергій Сидорчук, Олесь Семенюк і Віталій Кремінь | 27 лютого 2018  |
| 77            | 9              | «Ковчег»                | Андрій Бурлака | Дмитро Голубєв                                                      | 28 лютого 2018  |
| 78            | 10             | «Розлучення»            | Андрій Бурлака | Віктор Гевко, Василь Ткачук і Віктор Мотиль                         | 28 лютого 2018  |
| 79            | 11             | «Еротичне фото»         | Андрій Бурлака | Євген Пилипенко                                                     | 5 березня 2018  |
| 80            | 12             | «Освідчення»            | Андрій Бурлака | Віктор Гевко, Василь Ткачук і Віктор Мотиль                         | 6 березня 2018  |
| 81            | 13             | «Спадок Діда Петра»     | Андрій Бурлака | Ігор Шуров і Чингіс Мазінов                                         | 7 березня 2018  |
| 82            | 14             | «Щур»                   | Андрій Бурлака | Євген Пилипенко                                                     | 8 березня 2018  |
| 83            | 15             | «Швед під Полтавою»     | Андрій Бурлака | Олександр Кушнаренко і Валентин Іванов                              | 12 березня 2018 |
| 84            | 16             | «Теорія Кубика»         | Андрій Бурлака | Олег Сьомін                                                         | 13 березня 2018 |
| 85            | 17             | «Міс Полтава»           | Андрій Бурлака | Дмитро Голубєв                                                      | 14 березня 2018 |
| 86            | 18             | «Рідкісний птах»        | Андрій Бурлака | Олександр Кушнаренко і Валентин Іванов                              | 15 березня 2018 |
| 87            | 19             | «Пропажа Клеопатри»     | Андрій Бурлака | Віктор Гевко, Василь Ткачук і Віктор Мотиль                         | 20 березня 2018 |
| 88            | 20             | «Байки»                 | Андрій Бурлака | Андрій Чивурін, Чингіс Мазінов і Олег Сьомін                        | 20 березня 2018 |

## Шостий сезон (2018)
| Номер взагалі | Номер в сезоні | Назва                     | Режисер        | Сценарист(и)                                               | Дата показу     |
| ------------- | -------------- | ------------------------- | -------------- | ---------------------------------------------------------- | --------------- |
| 89            | 1              | «Айфон»                   | Андрій Бурлака | Євген Пилипенко                                            | 17 вересня 2018 |
| 90            | 2              | «Ваза»                    | Андрій Бурлака | Тарас Стадницький                                          | 18 вересня 2018 |
| 91            | 3              | «Домашнє насилля»         | Андрій Бурлака | Ілля Дерменжі, Сергій Бібілов і Рустем Емірсалієв          | 18 вересня 2018 |
| 92            | 4              | «Смерть кума»             | Андрій Бурлака | Віктор Гевко                                               | 19 вересня 2018 |
| 93            | 5              | «Вовкулака»               | Андрій Бурлака | Олександр Кушнаренко та Валентин Іванов                    | 19 вересня 2018 |
| 94            | 6              | «Битва кухарів»           | Андрій Бурлака | Євген Пилипенко                                            | 20 вересня 2018 |
| 95            | 7              | «Упізнання»               | Андрій Бурлака | Юрій Карагодін                                             | 20 вересня 2018 |
| 96            | 8              | «Онук»                    | Андрій Бурлака | Аліна Гордієнко, Олександра Машлятіна й Анастасія Оруджова | 21 вересня 2018 |
| 97            | 9              | «Сарай»                   | Андрій Бурлака | Ілля Дерменжі, Сергій Бібілов і Рустем Емірсалієв          | 24 вересня 2018 |
| 98            | 10             | «Шлюбний контракт»        | Андрій Бурлака | Євген Косніковський                                        | 25 вересня 2018 |
| 99            | 11             | «Президент»               | Андрій Бурлака | Дар'я Кобякова і Сергій Сіманчук                           | 25 вересня 2018 |
| 100           | 12             | «Блогерка»                | Андрій Бурлака | Дмитро Голубєв                                             | 26 вересня 2018 |
| 101           | 13             | «Тестьостерон»            | Андрій Бурлака | Віктор Гевко                                               | 27 вересня 2018 |
| 102           | 14             | «Розіграш»                | Андрій Бурлака | Ілля Дерменжі, Сергій Бібілов і Рустем Емірсалієв          | 1 жовтня 2018   |
| 103           | 15             | «Майнінг»                 | Андрій Бурлака | Дмитро Чивурін і Петро Чивурін                             | 2 жовтня 2018   |
| 104           | 16             | «Таємний шанувальник»     | Андрій Бурлака | Віктор Гевко                                               | 3 жовтня 2018   |
| 105           | 17             | «Дарунки»                 | Андрій Бурлака | Олександр Кушнаренко та Валентин Іванов                    | 4 жовтня 2018   |
| 106           | 18             | «50 відтінків сільського» | Андрій Бурлака | Олександр Кушнаренко та Валентин Іванов                    | 8 жовтня 2018   |
| 107           | 19             | «Бурштинова лихоманка»    | Андрій Бурлака | Олександр Кушнаренко й Валентин Іванов                     | 9 жовтня 2018   |
| 108           | 20             | «Втеча»                   | Андрій Бурлака | Олександр Кушнаренко та Валентин Іванов                    | 10 жовтня 2018  |

## Сьомий сезон (2019)
| Номер взагалі | Номер в сезоні | Назва           | Режисер        | Сценарист(и)                                               | Дата показу     |
| ------------- | -------------- | --------------- | -------------- | ---------------------------------------------------------- | --------------- |
| 109           | 1              | «Бугай»         | Андрій Бурлака | Ілля Дерменжі, Сергій Бібілов і Рустем Емірсалієв          | 14 березня 2019 |
| 110           | 2              | «Гогольленд»    | Андрій Бурлака | Дар'я Кобякова                                             | 14 березня 2019 |
| 111           | 3              | «Кордон»        | Андрій Бурлака | Юрій Карагодін                                             | 15 березня 2019 |
| 112           | 4              | «Зрада»         | Андрій Бурлака | Ілля Дерменжі, Сергій Бібілов і Рустем Емірсалієв          | 15 березня 2019 |
| 113           | 5              | «Кіт»           | Андрій Бурлака | Олександр Кушнаренко та Валентин Іванов                    | 18 березня 2019 |
| 114           | 6              | «М'яч»          | Андрій Бурлака | Дмитро Чивурін і Петро Чивурін                             | 18 березня 2019 |
| 115           | 7              | «Посуха»        | Андрій Бурлака | Євген Косніковський                                        | 19 березня 2019 |
| 116           | 8              | «Обмін тілами»  | Андрій Бурлака | Юрій Карагодін                                             | 19 березня 2019 |
| 117           | 9              | «Телескоп»      | Андрій Бурлака | Олександр Кушнаренко та Валентин Іванов                    | 19 березня 2019 |
| 118           | 10             | «Вегетеріанець» | Андрій Бурлака | Віктор Гевко                                               | 20 березня 2019 |
| 119           | 11             | «Підкидьок»     | Андрій Бурлака | Олександр Кушнаренко та Валентин Іванов                    | 20 березня 2019 |
| 120           | 12             | «ЗОЖ»           | Андрій Бурлака | Аліна Гордієнко, Олександра Машлятіна і Анастасія Оруджова | 21 березня 2019 |
| 121           | 13             | «Танці»         | Андрій Бурлака | Дмитро Чивурін і Петро Чивурін                             | 25 березня 2019 |
| 122           | 14             | «Ремонт»        | Андрій Бурлака | Аліна Гордієнко, Олександра Машлятіна і Анастасія Оруджова | 26 березня 2019 |
| 123           | 15             | «Натурщики»     | Андрій Бурлака | Олександр Кушнаренко та Валентин Іванов                    | 27 березня 2019 |
| 124           | 16             | «Травма»        | Андрій Бурлака | Віктор Гевко                                               | 28 березня 2019 |
| 125           | 17             | «Привид»        | Андрій Бурлака | Віктор Гевко                                               | 1 квітня 2019   |
| 126           | 18             | «Репутація»     | Андрій Бурлака | Олександр Кушнаренко та Валентин Іванов                    | 2 квітня 2019   |
| 127           | 19             | «Скайнет»       | Андрій Бурлака | Євген Пилипенко                                            | 3 квітня 2019   |
| 128           | 20             | «Ворожіння»     | Андрій Бурлака | Ілля Дерменжі, Сергій Бібілов і Рустем Емірсалієв          | 4 квітня 2019   |

## Восьмий сезон (2019)
| Номер взагалі | Номер в сезоні | Назва                 | Режисер        | Сценарист(и)                                               | Дата показу    |
| ------------- | -------------- | --------------------- | -------------- | ---------------------------------------------------------- | -------------- |
| 129           | 1              | «Ім'я»                | Андрій Бурлака | Юрій Карагодін                                             | 2 жовтня 2019  |
| 130           | 2              | «Кум не кум»          | Андрій Бурлака | Аліна Гордієнко, Олександра Машлятіна й Анастасія Оруджова | 3 жовтня 2019  |
| 131           | 3              | «Матриця»             | Андрій Бурлака | Олександр Кушнаренко і Валентин Іванов                     | 3 жовтня 2019  |
| 132           | 4              | «Мовне питання»       | Андрій Бурлака | Дмитро Чивурін і Петро Чивурін                             | 4 жовтня 2019  |
| 133           | 5              | «Ребрендинг»          | Андрій Бурлака | Дмитро Чивурін і Петро Чивурін                             | 4 жовтня 2019  |
| 134           | 6              | «Злочинці»            | Андрій Бурлака | Євген Пилипенко                                            | 5 жовтня 2019  |
| 135           | 7              | «Казки для дорослих»  | Андрій Бурлака | Олександр Кушнаренко і Валентин Іванов                     | 6 жовтня 2019  |
| 136           | 8              | «Радіо-няня»          | Андрій Бурлака | Дмитро Голубєв                                             | 6 жовтня 2019  |
| 137           | 9              | «Борошняний барон»    | Андрій Бурлака | Євген Косніковський                                        | 7 жовтня 2019  |
| 138           | 10             | «Дерево»              | Андрій Бурлака | Дмитро Чивурін і Петро Чивурін                             | 8 жовтня 2019  |
| 139           | 11             | «Юра вже не той»      | Андрій Бурлака | Віктор Гевко                                               | 9 жовтня 2019  |
| 140           | 12             | «Нічна варта»         | Андрій Бурлака | Ілля Дерменжі, Сергій Бібілов і Рустем Емірсалієв          | 10 жовтня 2019 |
| 141           | 13             | «Гроші на дитину»     | Андрій Бурлака | Дар'я Кобякова                                             | 15 жовтня 2019 |
| 142           | 14             | «Азербайджанець»      | Андрій Бурлака | Ілля Дерменжі, Сергій Бібілов і Рустем Емірсалієв          | 15 жовтня 2019 |
| 143           | 15             | «Фіктивне розлучення» | Андрій Бурлака | Чингіс Мазінов                                             | 16 жовтня 2019 |
| 144           | 16             | «Основи торгівлі»     | Андрій Бурлака | Ілля Дерменжі, Сергій Бібілов і Рустем Емірсалієв          | 17 жовтня 2019 |
| 145           | 17             | «Штани»               | Андрій Бурлака | Євген Пилипенко                                            | 21 жовтня 2019 |
| 146           | 18             | «Найманий працівник»  | Андрій Бурлака | Віктор Гевко                                               | 22 жовтня 2019 |
| 147           | 19             | «Злочин»              | Андрій Бурлака | Тарас Стадницький                                          | 23 жовтня 2019 |
| 148           | 20             | «Сімейна традиція»    | Андрій Бурлака | Чингіс Мазінов                                             | 24 жовтня 2019 |

## Дев'ятий сезон (2020)
| Номер взагалі | Номер в сезоні | Назва                  | Режисер        | Сценарист(и)                                               | Дата показу     |
| ------------- | -------------- | ---------------------- | -------------- | ---------------------------------------------------------- | --------------- |
| 149           | 1              | «Кредит»               | Андрій Бурлака | Юрій Карагодін                                             | 24 лютого 2020  |
| 150           | 2              | «Репери»               | Андрій Бурлака | Євген Пилипенко                                            | 24 лютого 2020  |
| 151           | 3              | «Заробітчани»          | Андрій Бурлака | Олександр Кушнаренко і Валентин Іванов                     | 25 лютого 2020  |
| 152           | 4              | «Тест ДНК»             | Андрій Бурлака | Чингіс Мазінов                                             | 25 лютого 2020  |
| 153           | 5              | «Кращі подруги»        | Андрій Бурлака | Аліна Гордієнко, Олександра Машлятіна й Анастасія Оруджова | 26 лютого 2020  |
| 154           | 6              | «Новий закон»          | Андрій Бурлака | Дмитро Чивурін і Петро Чивурін                             | 26 лютого 2020  |
| 155           | 7              | «Посвідчення»          | Андрій Бурлака | Ілля Дерменжі, Сергій Бібілов і Рустем Емірсалієв          | 27 лютого 2020  |
| 156           | 8              | «Прогресивна мама»     | Андрій Бурлака | Дар'я Кобякова                                             | 27 лютого 2020  |
| 157           | 9              | «Назад за грати»       | Андрій Бурлака | Ілля Дерменжі, Сергій Бібілов і Рустем Емірсалієв          | 2 березня 2020  |
| 158           | 10             | «Електронні ваги»      | Андрій Бурлака | Дмитро Голубєв                                             | 3 березня 2020  |
| 159           | 11             | «Сонячне затемнення»   | Андрій Бурлака | Євген Косніковський                                        | 4 березня 2020  |
| 160           | 12             | «Гніздо»               | Андрій Бурлака | Ілля Дерменжі, Сергій Бібілов і Рустем Емірсалієв          | 5 березня 2020  |
| 161           | 13             | «Пігнепінг»            | Андрій Бурлака | Віктор Гевко                                               | 10 березня 2020 |
| 162           | 14             | «Село без дільничного» | Андрій Бурлака | Дар'я Кобякова                                             | 10 березня 2020 |
| 163           | 15             | «Фальшивомонетник»     | Андрій Бурлака | Ілля Дерменжі, Сергій Бібілов і Рустем Емірсалієв          | 11 березня 2020 |
| 164           | 16             | «Самогон»              | Андрій Бурлака | Ілля Дерменжі, Сергій Бібілов і Рустем Емірсалієв          | 12 березня 2020 |
| 165           | 17             | «Прокляття»            | Андрій Бурлака | Євген Пилипенко                                            | 16 березня 2020 |
| 166           | 18             | «Супутник»             | Андрій Бурлака | Євген Пилипенко                                            | 17 березня 2020 |
| 167           | 19             | «Бандюган»             | Андрій Бурлака | Тарас Стадницький                                          | 18 березня 2020 |
| 168           | 20             | «Вагітність»           | Андрій Бурлака | Дмитро Чивурін і Петро Чивурін                             | 19 березня 2020 |

## Десятий сезон (2020)
| Номер взагалі | Номер в сезоні | Назва                 | Режисер        | Сценарист(и)                                               | Дата показу     |
| ------------- | -------------- | --------------------- | -------------- | ---------------------------------------------------------- | --------------- |
| 169           | 1              | «Приїзд свекрухи»     | Андрій Бурлака | Юрій Карагодін                                             | 14 вересня 2020 |
| 170           | 2              | «Їжа»                 | Андрій Бурлака | Дмитро Голубєв                                             | 14 вересня 2020 |
| 171           | 3              | «Торгові війни»       | Андрій Бурлака | Ілля Дерменжі, Сергій Бібілов і Рустем Емірсалієв          | 15 вересня 2020 |
| 172           | 4              | «Від'їзд свекрухи»    | Андрій Бурлака | Дар'я Кобякова                                             | 15 вересня 2020 |
| 173           | 5              | «Син маминої подруги» | Андрій Бурлака | Віктор Гевко                                               | 16 вересня 2020 |
| 174           | 6              | «Психологія відносин» | Андрій Бурлака | Аліна Гордієнко, Олександра Машлятіна й Анастасія Оруджова | 16 вересня 2020 |
| 175           | 7              | «Дрон»                | Андрій Бурлака | Ілля Дерменжі, Сергій Бібілов і Рустем Емірсалієв          | 17 вересня 2020 |
| 176           | 8              | «Мемуари»             | Андрій Бурлака | Чингіс Мазінов                                             | 17 вересня 2020 |
| 177           | 9              | «Правда або дія»      | Андрій Бурлака | Євген Пилипенко                                            | 18 вересня 2020 |
| 178           | 10             | «Свати»               | Андрій Бурлака | Артем Дамницький, Олександр Венедчук і Владислав Куран     | 18 вересня 2020 |
| 179           | 11             | «Свєтка»              | Андрій Бурлака | Дар'я Кобякова                                             | 21 вересня 2020 |
| 180           | 12             | «Лихі дев'яності»     | Андрій Бурлака | Чингіс Мазінов                                             | 22 вересня 2020 |
| 181           | 13             | «Пін-код»             | Андрій Бурлака | Євген Пилипенко                                            | 23 вересня 2020 |
| 182           | 14             | «Вино»                | Андрій Бурлака | Ілля Дерменжі, Сергій Бібілов і Рустем Емірсалієв          | 24 вересня 2020 |
| 183           | 15             | «Майстер-клас»        | Андрій Бурлака | Дмитро Голубєв                                             | 25 вересня 2020 |
| 184           | 16             | «Гаражний розпродаж»  | Андрій Бурлака | Аліна Гордієнко, Олександра Машлятіна й Анастасія Оруджова | 28 вересня 2020 |
| 185           | 17             | «Шепелявість»         | Андрій Бурлака | Віктор Гевко                                               | 29 вересня 2020 |
| 186           | 18             | «Страшні історії»     | Андрій Бурлака | Євген Пилипенко                                            | 30 вересня 2020 |
| 187           | 19             | «Екзотік»             | Андрій Бурлака | Анна Городецька                                            | 1 жовтня 2020   |
| 188           | 20             | «Зіркові війни»       | Андрій Бурлака | Ілля Дерменжі, Сергій Бібілов і Рустем Емірсалієв          | 2 жовтня 2020   |

## Одинадцятий сезон (2020)
| Номер взагалі | Номер в сезоні | Назва             | Режисер        | Сценарист(и)                                           | Дата показу       |
| ------------- | -------------- | ----------------- | -------------- | ------------------------------------------------------ | ----------------- |
| 189           | 1              | «Закриття ринку»  | Андрій Бурлака | Ілля Дерменжі, Сергій Бібілов і Рустем Емірсалієв      | 26 жовтня 2020    |
| 190           | 2              | «Доставка»        | Андрій Бурлака | Ілля Дерменжі, Сергій Бібілов і Рустем Емірсалієв      | 26 жовтня 2020    |
| 191           | 3              | «Брошка»          | Андрій Бурлака | Ілля Дерменжі, Сергій Бібілов і Рустем Емірсалієв      | 27 жовтня 2020    |
| 192           | 4              | «Брехун-брехун»   | Андрій Бурлака | Тарас Стадницький                                      | 27 жовтня 2020    |
| 193           | 5              | «Заначка»         | Андрій Бурлака | Євген Пилипенко                                        | 28 жовтня 2020    |
| 194           | 6              | «Клеопатра»       | Андрій Бурлака | Ілля Дерменжі, Сергій Бібілов і Рустем Емірсалієв      | 28 жовтня 2020    |
| 195           | 7              | «Велосипед»       | Андрій Бурлака | Євген Пилипенко                                        | 29 жовтня 2020    |
| 196           | 8              | «Пральна машина»  | Андрій Бурлака | Ілля Дерменжі, Сергій Бібілов і Рустем Емірсалієв      | 29 жовтня 2020    |
| 197           | 9              | «Гермес»          | Андрій Бурлака | Ілля Дерменжі, Сергій Бібілов і Рустем Емірсалієв      | 30 жовтня 2020    |
| 198           | 10             | «Гиря»            | Андрій Бурлака | Артем Дамницький, Олександр Венедчук і Владислав Куран | 30 жовтня 2020    |
| 199           | 11             | «Поєдинок»        | Андрій Бурлака | Артем Дамницький, Олександр Венедчук і Владислав Куран | 2 листопада 2020  |
| 200           | 12             | «Великий клієнт»  | Андрій Бурлака | Віктор Гевко                                           | 3 листопада 2020  |
| 201           | 13             | «Лампа Аладдіна»  | Андрій Бурлака | Чингіс Мазінов                                         | 4 листопада 2020  |
| 202           | 14             | «Страшна подруга» | Андрій Бурлака | Євген Пилипенко                                        | 5 листопада 2020  |
| 203           | 15             | «Мільйонер»       | Андрій Бурлака | Євген Пилипенко                                        | 6 листопада 2020  |
| 204           | 16             | «Вальс»           | Андрій Бурлака | Євген Пилипенко                                        | 9 листопада 2020  |
| 205           | 17             | «Брат»            | Андрій Бурлака | Євген Пилипенко                                        | 10 листопада 2020 |
| 206           | 18             | «Новий власник»   | Андрій Бурлака | Чингіс Мазінов                                         | 11 листопада 2020 |
| 207           | 19             | «Дитячі мрії»     | Андрій Бурлака | Артем Дамницький, Олександр Венедчук і Владислав Куран | 12 листопада 2020 |
| 208           | 20             | «Джерело»         | Андрій Бурлака | Євген Пилипенко                                        | 13 листопада 2020 |

## Дванадцятий сезон (2021)
| Номер взагалі | Номер в сезоні | Назва                    | Режисер        | Сценарист(и)    | Дата показу    |
| ------------- | -------------- | ------------------------ | -------------- | --------------- | -------------- |
| 209           | 1              | «Відкриття ресторану»    | Андрій Бурлака | Дмитро Голубєв  | 15 лютого 2021 |
| 210           | 2              | «Борщ»                   | Андрій Бурлака | Дмитро Голубєв  | 15 лютого 2021 |
| 211           | 3              | «Вакансія»               | Андрій Бурлака | Аліна Блажкевич | 16 лютого 2021 |
| 212           | 4              | «Веганське меню»         | Андрій Бурлака | Віктор Гевко    | 16 лютого 2021 |
| 213           | 5              | «Запара»                 | Андрій Бурлака | Віктор Гевко    | 17 лютого 2021 |
| 214           | 6              | «П'ять зірок»            | Андрій Бурлака | Євген Пилипенко | 17 лютого 2021 |
| 215           | 7              | «Весілля»                | Андрій Бурлака | Аліна Блажкевич | 18 лютого 2021 |
| 216           | 8              | «Залицяльник»            | Андрій Бурлака | Аліна Блажкевич | 18 лютого 2021 |
| 217           | 9              | «Інтернет-закупки»       | Андрій Бурлака | Валентин Іванов | 19 лютого 2021 |
| 218           | 10             | «Кухонний комбайн»       | Андрій Бурлака | Дмитро Голубєв  | 19 лютого 2021 |
| 219           | 11             | «Лови пляшку»            | Андрій Бурлака | Валентин Іванов | 22 лютого 2021 |
| 220           | 12             | «Закоханість кухаря»     | Андрій Бурлака | Аліна Блажкевич | 23 лютого 2021 |
| 221           | 13             | «Обручальна галушка»     | Андрій Бурлака | Віктор Гевко    | 24 лютого 2021 |
| 222           | 14             | «Від заходу до світанку» | Андрій Бурлака | Валентин Іванов | 25 лютого 2021 |
| 223           | 15             | «Пограбування»           | Андрій Бурлака | Віктор Гевко    | 26 лютого 2021 |
| 224           | 16             | «Розвод по-італійськи»   | Андрій Бурлака | Валентин Іванов | 1 березня 2021 |
| 225           | 17             | «Ревізор»                | Андрій Бурлака | Аліна Блажкевич | 2 березня 2021 |
| 226           | 18             | «Тематика»               | Андрій Бурлака | Віктор Гевко    | 3 березня 2021 |
| 227           | 19             | «Травма»                 | Андрій Бурлака | Віктор Гевко    | 4 березня 2021 |
| 228           | 20             | «Ресторан»               | Андрій Бурлака | Дмитро Голубєв  | 5 березня 2021 |

## Тринадцятий сезон (2021)
| Номер взагалі | Номер в сезоні | Назва               | Режисер        | Сценарист(и)                    | Дата показу    |
| ------------- | -------------- | ------------------- | -------------- | ------------------------------- | -------------- |
| 229           | 1              | «Фітнес-трекер»     | Андрій Бурлака | Дмитро Чивурін                  | 16 серпня 2021 |
| 230           | 2              | «Повернення Віри»   | Андрій Бурлака | Тарас Стадницький               | 16 серпня 2021 |
| 231           | 3              | «Веселі поминки»    | Андрій Бурлака | Ілля Дерменжі та Сергій Бібілов | 17 серпня 2021 |
| 232           | 4              | «Теща та свекруха»  | Андрій Бурлака | Тарас Стадницький               | 17 серпня 2021 |
| 233           | 5              | «Екзотичний фрукт»  | Андрій Бурлака | Віктор Гевко                    | 18 серпня 2021 |
| 234           | 6              | «Зірка Мішлен»      | Андрій Бурлака | Чингіс Мазінов                  | 18 серпня 2021 |
| 235           | 7              | «Пороблено»         | Андрій Бурлака | Ілля Дерменжі та Сергій Бібілов | 19 серпня 2021 |
| 236           | 8              | «Інсталяція»        | Андрій Бурлака | Валентин Іванов                 | 19 серпня 2021 |
| 237           | 9              | «Картярі»           | Андрій Бурлака | Дмитро Чивурін                  | 20 серпня 2021 |
| 238           | 10             | «Ключі»             | Андрій Бурлака | Тарас Стадницький               | 20 серпня 2021 |
| 239           | 11             | «Прокрастинація»    | Андрій Бурлака | Дмитро Чивурін                  | 23 серпня 2021 |
| 240           | 12             | «Конкурент»         | Андрій Бурлака | Чингіс Мазінов                  | 24 серпня 2021 |
| 241           | 13             | «Нью-самогон»       | Андрій Бурлака | Валентин Іванов                 | 25 серпня 2021 |
| 242           | 14             | «Захист»            | Андрій Бурлака | Дмитро Голубєв                  | 26 серпня 2021 |
| 243           | 15             | «Що Бог послав»     | Андрій Бурлака | Валентин Іванов                 | 27 серпня 2021 |
| 244           | 16             | «12-й гравець»      | Андрій Бурлака | Чингіс Мазінов                  | 30 серпня 2021 |
| 245           | 17             | «Чутки»             | Андрій Бурлака | Дмитро Чивурін                  | 31 серпня 2021 |
| 246           | 18             | «Алергія»           | Андрій Бурлака | Дмитро Чивурін                  | 1 вересня 2021 |
| 247           | 19             | «Толерантні тренди» | Андрій Бурлака | Віктор Гевко                    | 2 вересня 2021 |
| 248           | 20             | «Бізнес-коуч»       | Андрій Бурлака | Тарас Стадницький               | 3 вересня 2021 |

## Чотирнадцятий сезон (2021)
| Номер взагалі | Номер в сезоні | Назва              | Режисер        | Сценарист(и)                    | Дата показу       |
| ------------- | -------------- | ------------------ | -------------- | ------------------------------- | ----------------- |
| 249           | 1              | «Передбачення»     | Андрій Бурлака | Юрій Карагодін                  | 30 листопада 2021 |
| 250           | 2              | «Гольф»            | Андрій Бурлака | Тарас Стадницький               | 30 листопада 2021 |
| 251           | 3              | «Сезонне меню»     | Андрій Бурлака | Євген Пилипенко                 | 1 грудня 2021     |
| 252           | 4              | «Клофелінчики»     | Андрій Бурлака | Валентин Іванов                 | 1 грудня 2021     |
| 253           | 5              | «Ремонт»           | Андрій Бурлака | Аліна Блажкевич                 | 2 грудня 2021     |
| 254           | 6              | «Марс»             | Андрій Бурлака | Ілля Дерменжі та Сергій Бібілов | 2 грудня 2021     |
| 255           | 7              | «Винник»           | Андрій Бурлака | Чингіс Мазінов                  | 3 грудня 2021     |
| 256           | 8              | «Запій»            | Андрій Бурлака | Євген Пилипенко                 | 3 грудня 2021     |
| 257           | 9              | «Поїдання галушок» | Андрій Бурлака | Юрій Карагодін                  | 4 грудня 2021     |
| 258           | 10             | «Обмін»            | Андрій Бурлака | Євген Пилипенко                 | 4 грудня 2021     |
| 259           | 11             | «Гонка»            | Андрій Бурлака | Ілля Дерменжі та Сергій Бібілов | 5 грудня 2021     |
| 260           | 12             | «Страйк»           | Андрій Бурлака | Євген Пилипенко                 | 5 грудня 2021     |
| 261           | 13             | «Фешн-вік»         | Андрій Бурлака | Віктор Гевко                    | 5 грудня 2021     |
| 262           | 14             | «Тік Ток»          | Андрій Бурлака | Ілля Дерменжі та Сергій Бібілов | 6 грудня 2021     |
| 263           | 15             | «Карусель»         | Андрій Бурлака | Дмитро Чивурін                  | 6 грудня 2021     |
| 264           | 16             | «Кінотеатр»        | Андрій Бурлака | Дмитро Голубєв                  | 6 грудня 2021     |
| 265           | 17             | «Морозиво»         | Андрій Бурлака | Дмитро Голубєв                  | 7 грудня 2021     |
| 266           | 18             | «Прожарка»         | Андрій Бурлака | Аліна Блажкевич                 | 8 грудня 2021     |
| 267           | 19             | «Святе місце»      | Андрій Бурлака | Валентин Іванов                 | 9 грудня 2021     |
| 268           | 20             | «Продаж ресторану» | Андрій Бурлака | Євген Пилипенко                 | 10 грудня 2021    |

## Фінальний П'ятнадцятий сезон (2023)
| Номер взагалі | Номер в сезоні | Назва                    | Режисер        | Сценарист(и)                    | Дата показу    |
| ------------- | -------------- | ------------------------ | -------------- | ------------------------------- | -------------- |
| 269           | 1              | «Ювілей»                 | Андрій Бурлака | Євген Пилипенко                 | 13 лютого 2023 |
| 270           | 2              | «Мандариноманія»         | Андрій Бурлака | Дмитро Чивурін                  | 13 лютого 2023 |
| 271           | 3              | «Батько»                 | Андрій Бурлака | Чингіс Мазінов                  | 14 лютого 2023 |
| 272           | 4              | «Капсула здоров'я»       | Андрій Бурлака | Чингіс Мазінов                  | 14 лютого 2023 |
| 273           | 5              | «Курси самооборони»      | Андрій Бурлака | Ілля Дерменжі та Сергій Бібілов | 15 лютого 2023 |
| 274           | 6              | «Книги»                  | Андрій Бурлака | Тарас Стадницький               | 15 лютого 2023 |
| 275           | 7              | «Фотосесія»              | Андрій Бурлака | Дмитро Голубєв                  | 16 лютого 2023 |
| 276           | 8              | «Сварка»                 | Андрій Бурлака | Тарас Стадницький               | 16 лютого 2023 |
| 277           | 9              | «Укус собаки»            | Андрій Бурлака | Ілля Дерменжі та Сергій Бібілов | 21 лютого 2023 |
| 278           | 10             | «Ярчик дорослішає»       | Андрій Бурлака | Дмитро Голубєв                  | 22 лютого 2023 |
| 279           | 11             | «Книга відгуків»         | Андрій Бурлака | Чингіс Мазінов                  | 22 лютого 2023 |
| 280           | 12             | «Перепродаж»             | Андрій Бурлака | Дмитро Голубєв                  | 23 лютого 2023 |
| 281           | 13             | «Секта»                  | Андрій Бурлака | Чингіс Мазінов                  | 23 лютого 2023 |
| 282           | 14             | «Сон»                    | Андрій Бурлака | Аліна Блажкевич                 | 27 лютого 2023 |
| 283           | 15             | «Іграшка»                | Андрій Бурлака | Віктор Гевко                    | 28 лютого 2023 |
| 284           | 16             | «Реклама»                | Андрій Бурлака | Ілля Дерменжі та Сергій Бібілов | 28 лютого 2023 |
| 285           | 17             | «Ведмідь»                | Андрій Бурлака | Дмитро Голубєв                  | 1 березня 2023 |
| 286           | 18             | «Перекладач із жіночої»  | Андрій Бурлака | Ілля Дерменжі та Сергій Бібілов | 1 березня 2023 |
| 287           | 19             | «Звільнення»             | Андрій Бурлака | Дмитро Чивурін                  | 2 березня 2023 |
| 288           | 20             | «День святого Валентина» | Андрій Бурлака | Аліна Блажкевич                 | 2 березня 2023 |

## У ролях

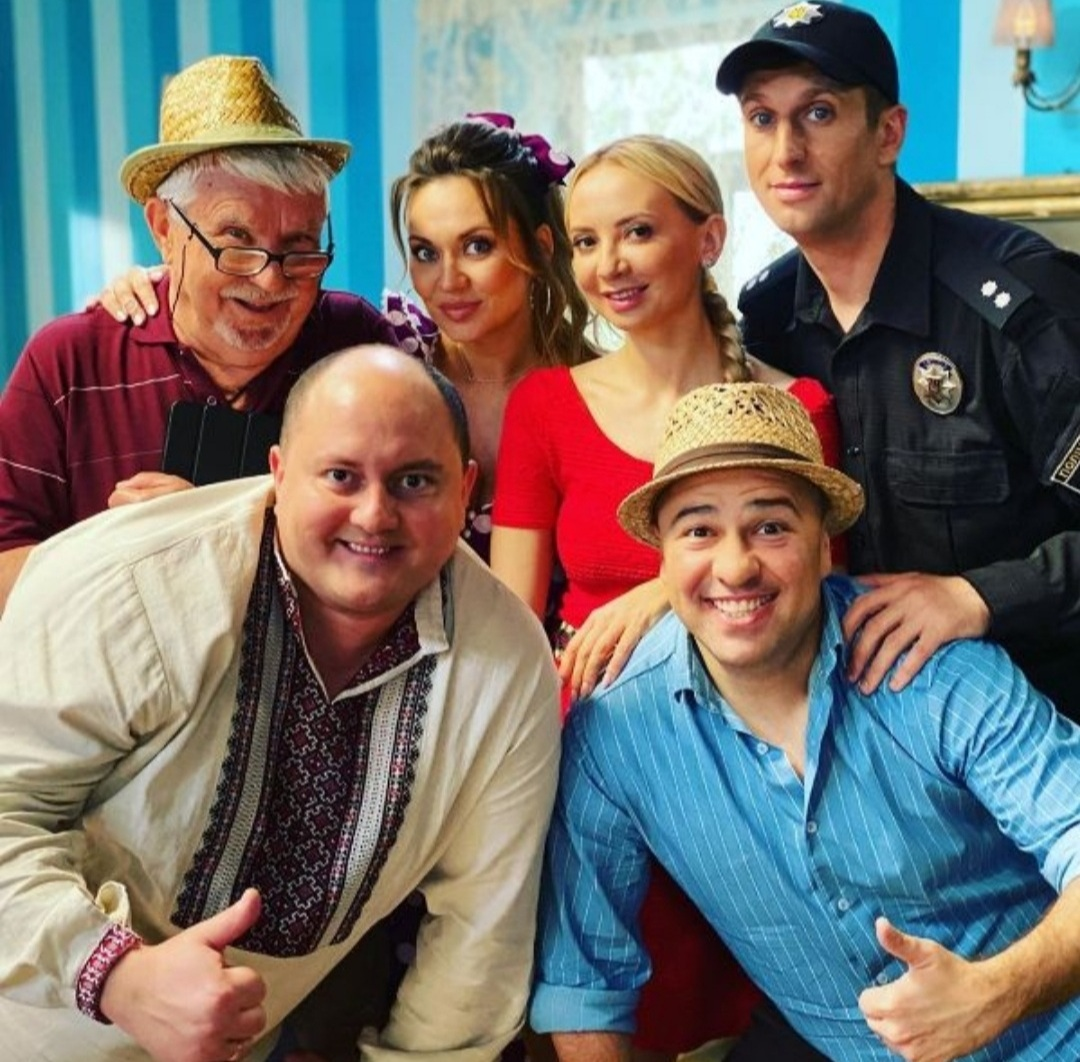
Фото зі зйомок серіалу разом з акторським складом.

| Персонаж               | Актор                  | Сезони            | Сезони            | Сезони            | Сезони            | Сезони            | Сезони            | Сезони            | Сезони            | Сезони            | Сезони            | Сезони            | Сезони            | Сезони               | Сезони               | Сезони            |
| Персонаж               | Актор                  | 1                 | 2                 | 3                 | 4                 | 5                 | 6                 | 7                 | 8                 | 9                 | 10                | 11                | 12                | 13                   | 14                   | 15                |
| ---------------------- | ---------------------- | ----------------- | ----------------- | ----------------- | ----------------- | ----------------- | ----------------- | ----------------- | ----------------- | ----------------- | ----------------- | ----------------- | ----------------- | -------------------- | -------------------- | ----------------- |
| Яринка                 | Ірина Сопонару         | Основний персонаж | Основний персонаж | Основний персонаж | Основний персонаж | Основний персонаж | Основний персонаж | Основний персонаж | Основний персонаж | Основний персонаж | Основний персонаж | Основний персонаж | Основний персонаж | Основний персонаж    | Основний персонаж    | Основний персонаж |
| Юрчик                  | Юрій Ткач              | Основний персонаж | Основний персонаж | Основний персонаж | Основний персонаж | Основний персонаж | Основний персонаж | Основний персонаж | Основний персонаж | Основний персонаж | Основний персонаж | Основний персонаж | Основний персонаж | Основний персонаж    | Основний персонаж    | Основний персонаж |
| Кум Вітя               | Віктор Гевко           | Основний персонаж | Основний персонаж | Основний персонаж | Основний персонаж | Основний персонаж | Основний персонаж | Основний персонаж | Основний персонаж | Основний персонаж | Основний персонаж | Основний персонаж | Основний персонаж | Основний персонаж    | Основний персонаж    | Основний персонаж |
| Дільничний Сашко       | Олександр Теренчук     | Основний персонаж | Основний персонаж | Основний персонаж | Основний персонаж | Основний персонаж | Основний персонаж | Основний персонаж | Основний персонаж | Основний персонаж | Основний персонаж | Основний персонаж | Основний персонаж | Основний персонаж    | Основний персонаж    | Основний персонаж |
| Віра                   | Ганна Саліванчук       | Основний персонаж | Основний персонаж | Основний персонаж | Основний персонаж | Основний персонаж | Основний персонаж | Основний персонаж | Основний персонаж | Основний персонаж | Основний персонаж | Основний персонаж | Не з'являється    | Періодичний персонаж | Періодичний персонаж | Основний персонаж |
| Дід Петро              | Олександр Данильченко  | Основний персонаж | Основний персонаж | Основний персонаж | Основний персонаж | Основний персонаж | Основний персонаж | Основний персонаж | Основний персонаж | Основний персонаж | Основний персонаж | Основний персонаж | Основний персонаж | Основний персонаж    | Основний персонаж    | Основний персонаж |
| Мати Юрчика            | Олена Бондарєва-Рєпіна | Не з'являється    | Не з'являється    | Не з'являється    | Не з'являється    | Не з'являється    | Не з'являється    | Не з'являється    | Не з'являється    | Не з'являється    | Основний персонаж | Основний персонаж | Основний персонаж | Основний персонаж    | Основний персонаж    | Основний персонаж |
| Продавчиня             | Аліна Гордієнко        | Не з'являється    | Не з'являється    | Не з'являється    | Не з'являється    | Не з'являється    | Не з'являється    | Не з'являється    | Основний персонаж | Основний персонаж | Основний персонаж | Основний персонаж | Не з'являється    | Не з'являється       | Не з'являється       | Не з'являється    |
| Продавчиня             | Ірина Токарчук         | Не з'являється    | Не з'являється    | Не з'являється    | Не з'являється    | Не з'являється    | Не з'являється    | Не з'являється    | Основний персонаж | Основний персонаж | Основний персонаж | Основний персонаж | Не з'являється    | Не з'являється       | Не з'являється       | Не з'являється    |
| Бодік                  | Дмитро Голубєв         | Не з'являється    | Не з'являється    | Не з'являється    | Не з'являється    | Не з'являється    | Не з'являється    | Не з'являється    | Не з'являється    | Не з'являється    | Не з'являється    | Не з'являється    | Основний персонаж | Основний персонаж    | Основний персонаж    | Основний персонаж |
| Бармен                 | Олександр Степаненко   | Не з'являється    | Не з'являється    | Не з'являється    | Не з'являється    | Не з'являється    | Не з'являється    | Не з'являється    | Не з'являється    | Не з'являється    | Не з'являється    | Не з'являється    | Не з'являється    | Не з'являється       | Основний персонаж    | Основний персонаж |
| Офіціантка-поліцейська | Олександра Машлятіна   | Не з'являється    | Не з'являється    | Не з'являється    | Не з'являється    | Не з'являється    | Не з'являється    | Не з'являється    | Не з'являється    | Не з'являється    | Не з'являється    | Не з'являється    | Основний персонаж | Основний персонаж    | Основний персонаж    | Основний персонаж |
| Батько Яринки          | Віктор Данилюк         | Не з'являється    | Не з'являється    | Не з'являється    | Не з'являється    | Не з'являється    | Основний персонаж | Не з'являється    | Не з'являється    | Не з'являється    | Не з'являється    | Не з'являється    | Не з'являється    | Не з'являється       | Не з'являється       | Не з'являється    |
| Голос за кадром        | Володимир Зеленський   | Основний персонаж | Основний персонаж | Основний персонаж | Основний персонаж | Основний персонаж | Основний персонаж | Основний персонаж | Не з'являється    | Не з'являється    | Не з'являється    | Не з'являється    | Не з'являється    | Не з'являється       | Не з'являється       | Не з'являється    |

## Неточності
1. У 26 серії закадровий голос говорить: «Полтавська область межує з вісьмома областями». Насправді Полтавська область межує з сімома.
2. Слово «вар'яти» — діалектизм наддністрянського говору української мови (Львівська область)